# 博卡奇卡 (奇里基省)
博卡奇卡是巴拿马奇里基省圣洛伦索区的一个市。该市面积为88平方（34平方英里），2010年时人口为441，故其人口密度为5名居民每平方（13名居民每平方英里）。 1990年时人口为171，2000年时人口为291。